# Гелен Франкенталер

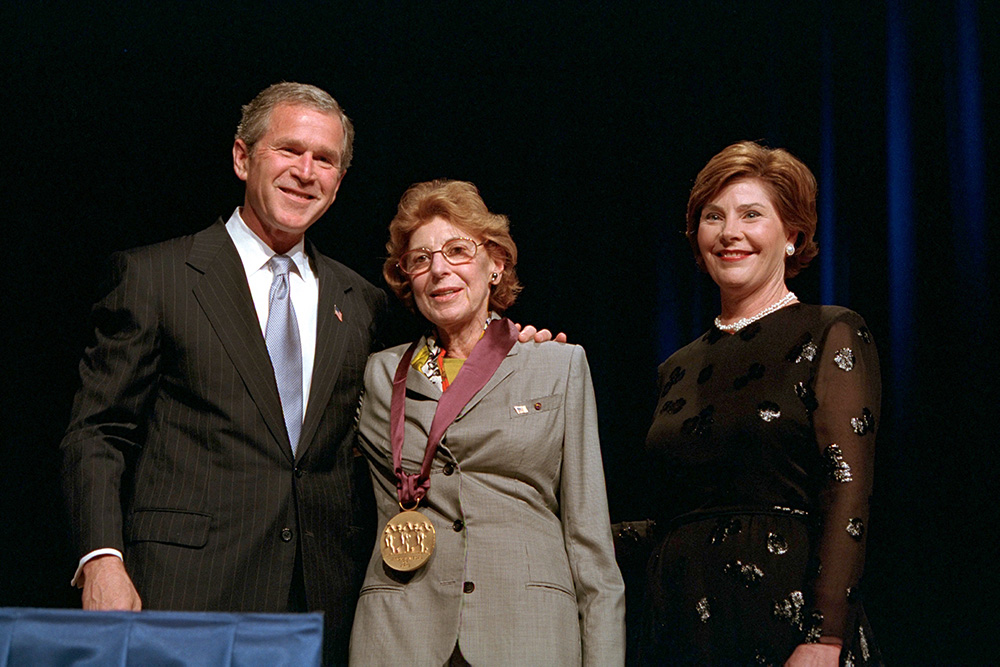

Гелен Франкенталер (англ. Helen Frankenthaler; 12 грудня 1928, Мангеттен — 27 грудня 2011, Деріан) — американська художниця-абстракціоніст-експресіоністка.

## Біографія
Гелен Франкенталер народилася 12 грудня 1928 року в Нью-Йорку. Її батьком був Альфред Франкенталер, суддя Верховного суду штату Нью-Йорк. Франкенталер навчалась у школі Далтона під керівництвом художника-мураліста Руфіно Тамайо, та у коледжі Беннінгтона у Вермонті. Під час навчання в Беннінгтонському коледжі навчалася під керівництвом Пола Філі, який допоміг їй зрозуміти образотворчу композицію, та вплинув на її ранній стиль кубізму. Після закінчення школи в 1949 році вона навчалася приватно у художника австралійського походження Воллеса Гаррісона. Вона вийшла заміж за Роберта Матервелла,  художника, у 1958 році; пара розлучилася в 1971 році. Працювала в Бостонському університеті в аспірантурі з управління мистецтвом до 2015 року. Німеччини до Сполучених Штатів.
У 1994 році Франкенталер вийшла заміж за Стівена М.Дюбрюля молодшого, інвестиційного банкіра, який працював в адміністрації Джеральда Форда. 
Франкенталер померла 27 грудня 2011 року у Дарієні, штат Коннектикут, після тривалої хвороби.

## Стиль і техніка
Франкенталер пройшла через багато фаз і стилістичних змін. Спочатку асоціювалася з абстрактним експресіонізмом. Її стиль вирізняється акцентом на спонтанності, як сказала сама Франкенталер: «Дійсно гарна картина виглядає так, ніби вона сталася відразу».
У 1960 році для опису творчості Франкенталера було використано термін «живопис кольорового поля». Термін стосується нанесення на полотно великих площ або полів кольору. Стиль характеризувався використанням відтінків, схожих за тонами чи інтенсивністю. Художники кольорового поля відрізнялися від абстрактних експресіоністів спробами стирання емоційного, міфічного та релігійного змісту. 

### Техніка
Франкенталер часто малювала на негрунтованому полотні олійними фарбами, які вона сильно розбавила скипидаром, техніка, яку вона назвала «замочування плям». Це дозволяло фарбам проникати безпосередньо в полотно, створюючи розріджений, напівпрозорий ефект, який дуже нагадував акварель. Франкенталер часто працювала, розкладаючи своє полотно на підлозі, техніка, навіяна Джексоном Поллоком.

## Нагороди та спадок
Франкенталер отримала Національну медаль мистецтв у 2001 році. Її нагороди включають першу премію за живопис на першій Паризькій бієнале (1959); Золоту медаль Темпла, Академія образотворчого мистецтва Пенсільванії, Філадельфія (1968); Почесну нагороду мера Нью-Йорка в галузі мистецтва та культури (1986) Премію за життєві досягнення, Асоціація мистецтв коледжу (1994). У 1990 році вона була обрана до Національної академії дизайну як асоційований член, а в 1994 році стала академіком.

### Фонд Гелен Франкенталер
Нью-йоркський фонд Гелен Франкенталер заснований і наданий художницею за її життя, спрямований на сприяння більшому суспільному інтересу до образотворчого мистецтва та його розумінню. У липні 2021 року фонд надав перший раунд грантів на загальну суму 5,1 мільйона доларів.  

## Виставки
Перша персональна виставка Франкенталера відбулася в галереї Тібора де Надя, Нью-Йорк, восени 1951 року. Її перша велика виставка відбулася в Єврейському музеї в 1960 році. Наступні персональні виставки включають «Гелен Франкенталер», Музей американського мистецтва Вітні, Нью-Йорк (1969; подорожувала до галереї Вайтчепел, Лондон; Берлін), і «Гелен Франкенталер: ретроспектива живопису,» Галерея Майлза МакЕнері, нью-йоркська галерея сучасного мистецтва продемонструвала низку її робіт у 2009 році «Гелен Франкенталер», 10 грудня 2019 – 23 січня 2010).  
У 2021 році Новобританський музей американського мистецтва влаштував виставку її робіт на папері з останніх етапів її творчості під назвою «Гелен Франкенталер; Пізні роботи 1990–2003».  

## Колекції
- Художня галерея Онтаріо, Торонто
- Художній інститут Чикаго
- Центр Помпіду, Париж
- Колекція мистецтв Емпайр-Стейт-Плаза губернатора Нельсона А. Рокфеллера
- Інститут мистецтв Каламазу, Каламазу, Мічиган
- Музей мистецтв округу Лос-Анджелес
- Метрополітен-музей, Нью-Йорк
- Музей образотворчих мистецтв, Бостон
- Музей сучасного мистецтва, Нью-Йорк
- Національна галерея мистецтва, Вашингтон, округ Колумбія
- Національна галерея Австралії
- Музей сучасного мистецтва Сан-Франциско
- Музей Соломона Р. Гуггенхайма, Нью-Йорк
- Художній музей швидкості, Луїсвіль, Кентуккі
- Музей образотворчого мистецтва Юти, Солт-Лейк-Сіті, Юта
- Художній музей Мічиганського університету, Енн-Арбор, Мічиган
- Центр мистецтв Уокера, Міннеаполіс
- Музей американського мистецтва Вітні, Нью-Йорк

Вона була призначеною президентом Національної ради з питань мистецтва, яка консультує голову NEA. У 1989 році вона стверджувала, що державне фінансування мистецтва «не є частиною демократичного процесу» і «починає породжувати мистецького монстра». 